# Ulrich Landvreugd
Ulrich ('Uli') Landvreugd (Amsterdam, 7 november 1971) is een voormalig profvoetballer en een huidig voetbaltrainer. 

## Voetbalcarrière
In zijn jeugd kwam hij uit voor Ajax, als volwassene bij Cambuur Leeuwarden en Ipswich Town. Vanwege een knieblessure moest hij op 24-jarige leeftijd een punt zetten achter zijn spelerscarrière. Na zijn profcarrière speelde hij als amateur nog voor AFC '34 en AFC.

## Trainerscarrière
Van 2012 tot 2014 was hij werkzaam bij de Engelse club Barnet, eerst als assistent-trainer van zijn jeugdvriend Edgar Davids, daarna samen met Dick Schreuder als hoofdtrainer. In de periode hierna was hij tot 2017 hoofdtrainer van VV Eemdijk uit Bunschoten-Spakenburg, dat uitkwam in de Zaterdag Hoofdklasse B.
In 2017 begon hij als hoofdtrainer bij VV Hooglanderveen in de Tweede klasse op zondag, met de ploeg eindigde hij als vijfde. Gedurende het seizoen werd al bekend dat Landvreugd de overstap maakte naar AFC.
In juli 2018 werd Landvreugd aangesteld als hoofdtrainer van AFC Amsterdam, uitkomend in de Tweede divisie, waarmee hij in zijn eerste seizoen meteen kampioen werd. In januari 2021 werd Landvreugd toegelaten tot de UEFA-Pro opleiding van de KNVB en liep als assistent-coach gelijktijdig stage bij Telstar als onderdeel van deze opleiding. Begin 2021 werd bekend dat Landvreugd zijn contract tot medio 2022 had verlengd. Landvreugd behaalde in juli 2022 het diploma van de UEFA-Pro opleiding. 
In het seizoen 2022/23 en 2023/24 was Landvreugd assistent-trainer van Telstar uit Velsen-IJmuiden, dat uitkomt in de Keuken Kampioen Divisie. Na het vertrek van Mike Snoei werd Landvreugd hoofdtrainer tot het einde van seizoen 2023/24. 
In het seizoen 2024/25 startte hij als assistent van David Nascimento bij FC Den Bosch. Beiden tekenden een contract voor twee seizoenen. Op 11 november 2024 werd Nascimento op non-actief gesteld en werd Landvreugd interim-hoofdtrainer. Op 17 december 2024 maakte FC Den Bosch bekend dat Landvreugd het seizoen als hoofdtrainer afmaakt. Ook in het seizoen 2025/26 zal hij de hoofdtrainer zijn.

## Erelijst
Als trainer
 AFC
- Tweede divisie: 2018/19